# Thüringer Becken

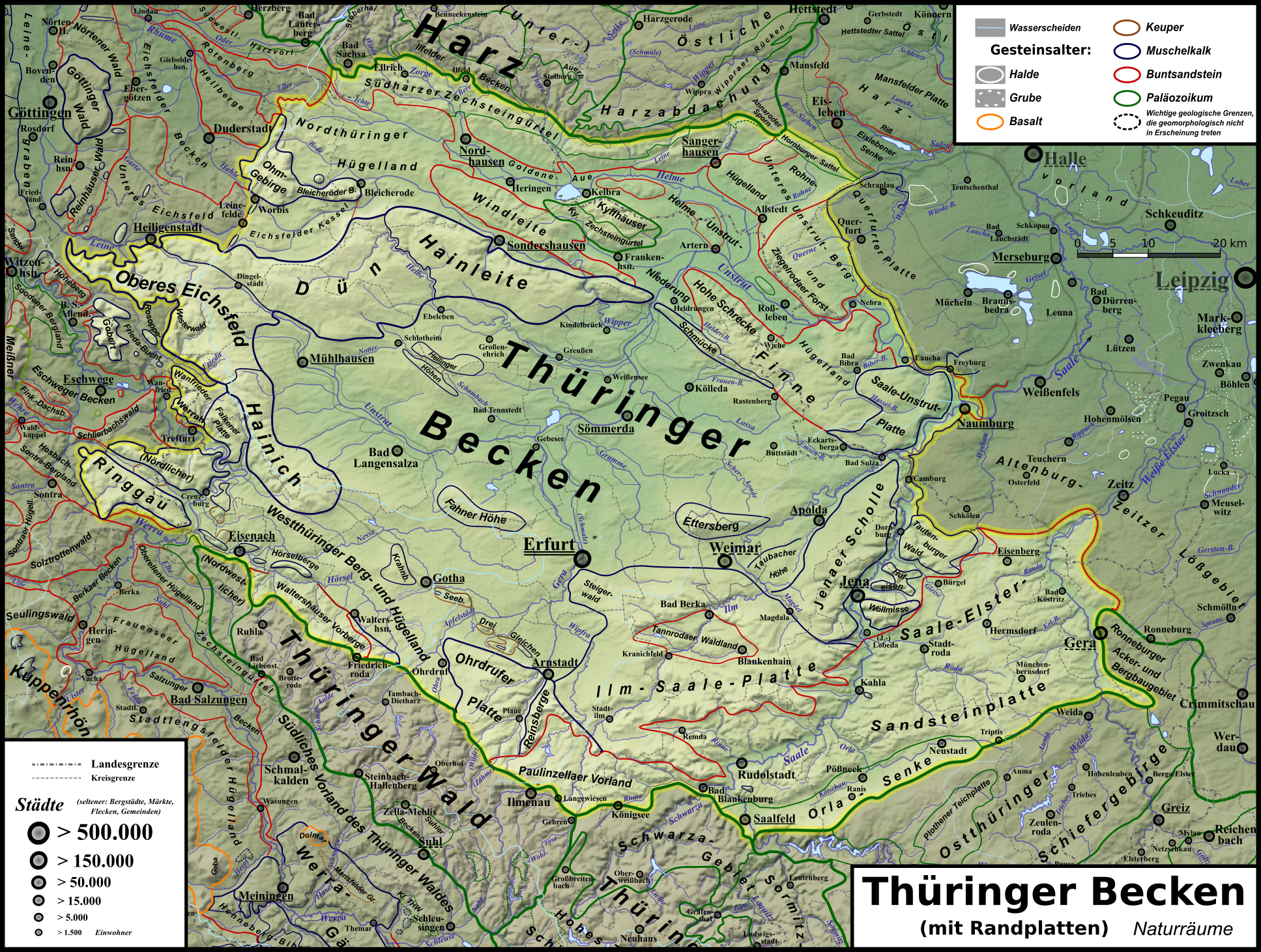
Unter-Naturräume des Thüringer Beckens nebst Randplatten

Das Thüringer Becken ist eine Beckenlandschaft im zentralen und im nördlichen Teil Thüringens. Es erstreckt sich von der oberen Unstrut unterhalb Dingelstädts bis zur unteren Ilm bei Bad Sulza etwa 90 Kilometer in Richtung Westnordwest-Ostsüdost und vom Wipperdurchbruch unterhalb Seegas bis zum Gera-Eintritt bei Arnstadt etwa 55 Kilometer von Nordnordost nach Südsüdwest. Seine Fläche beträgt rund 2700 Quadratkilometer und damit rund ein Sechstel der Fläche Thüringens mit etwa 650.000 Einwohnern (Bevölkerungsdichte 163 Einwohner pro km²). Der Großteil der Landschaft wird vom Flusssystem der Unstrut durchflossen und liegt zwischen 130 und 300 m ü. NHN Höhe.
Naturräumlich stellt das Kernbecken die gleichnamige Haupteinheit innerhalb der Haupteinheitengruppe Thüringer Becken (mit Randplatten) dar, zu der noch die Gera-Unstrut-Niederung als Teil der Haupteinheit Gera-Unstrut-Helme-Niederung entlang der Gera ab Erfurt und der Unstrut von der Geramündung bis zur Thüringer Pforte hinzugerechnet werden muss.

## Topografie

### Lage und Grenzen

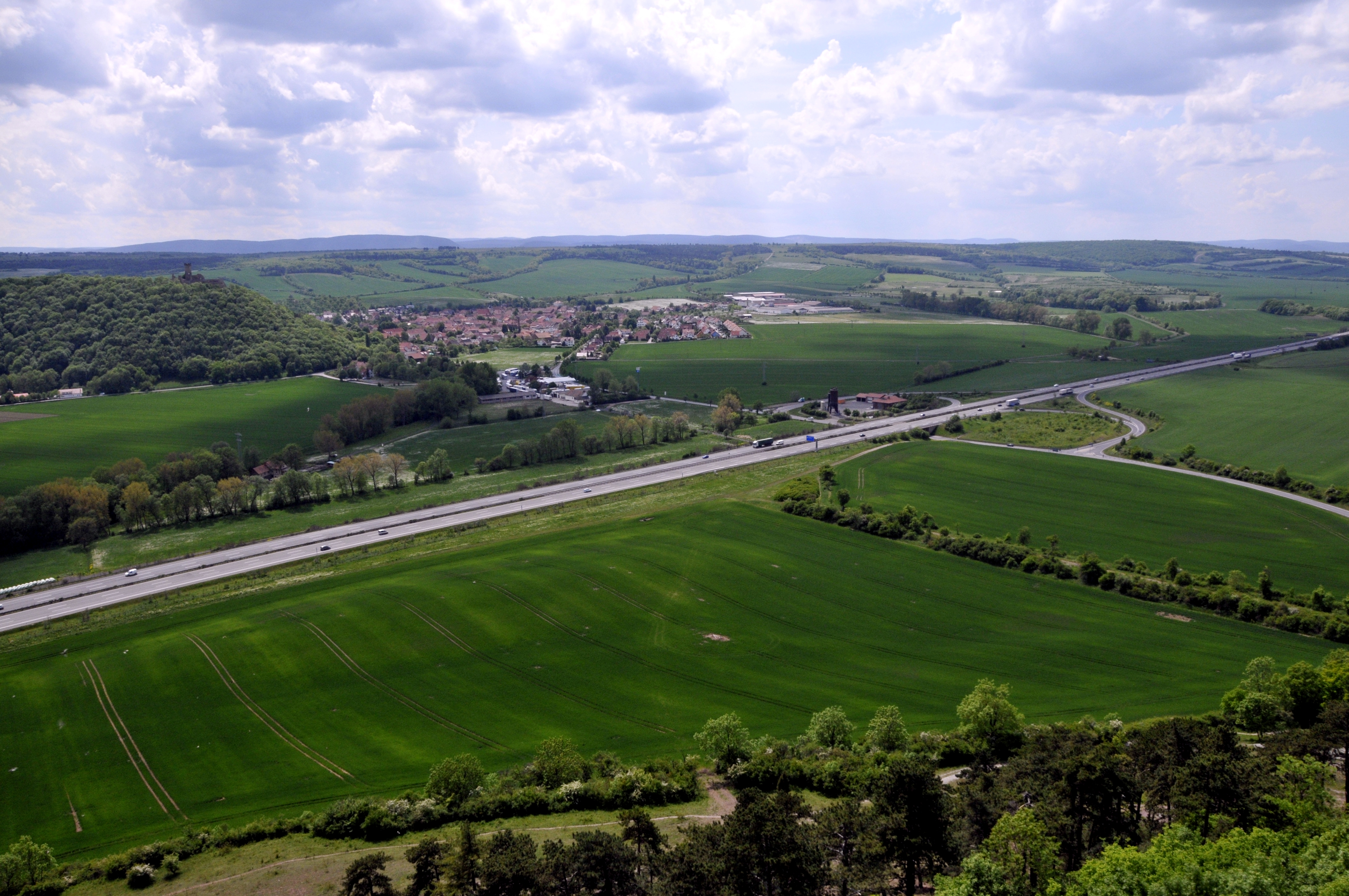
Im südlichen Bereich des Thüringer Beckens zwischen Erfurt, Gotha und Arnstadt, im Hintergrund der Thüringer Wald mit dem Großen Inselsberg, links die Mühlburg in Mühlberg

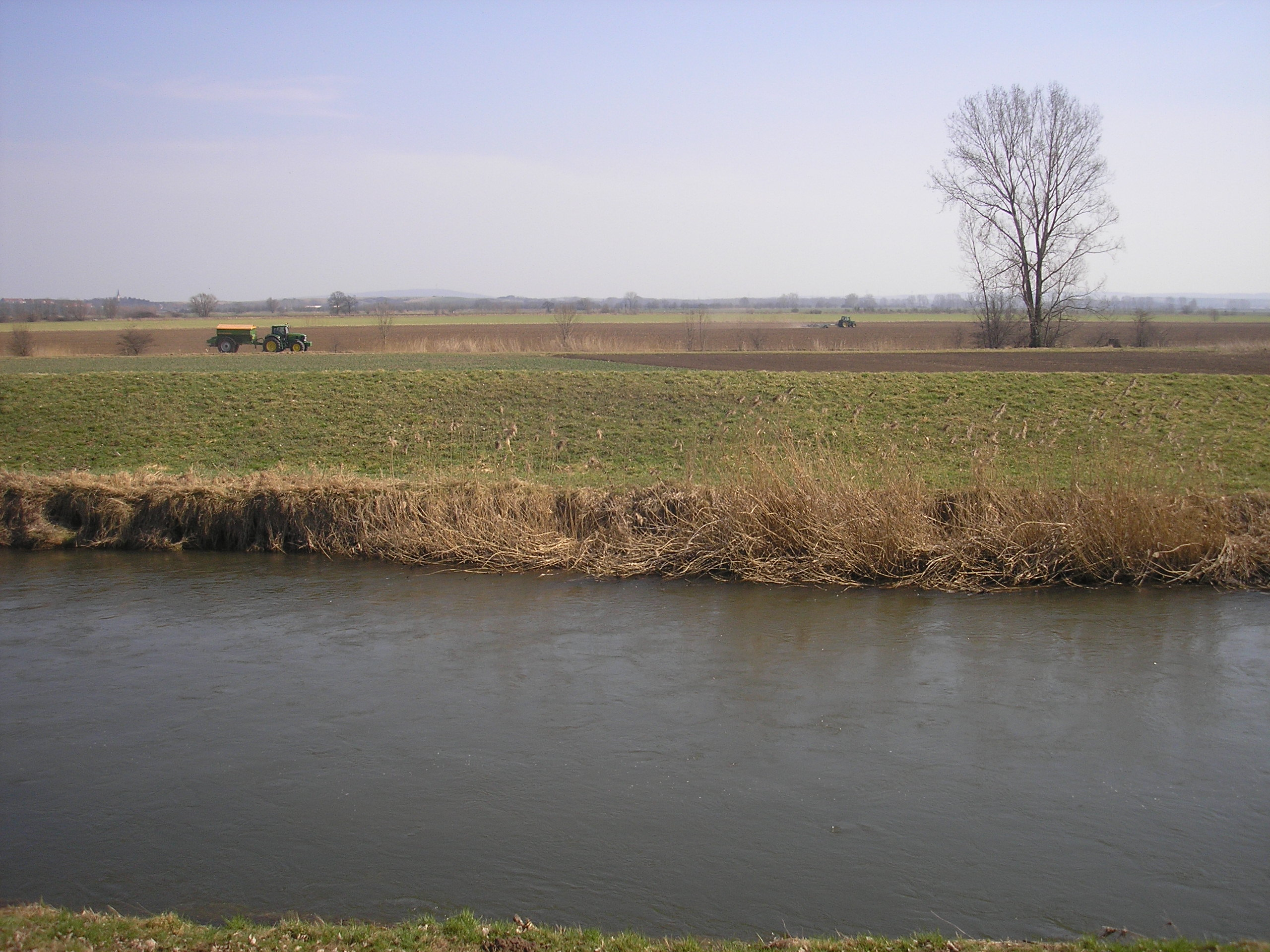
Das Thüringer Becken bei Andisleben in der Gera-Aue im Frühling, vorn der eingedeichte Fluss

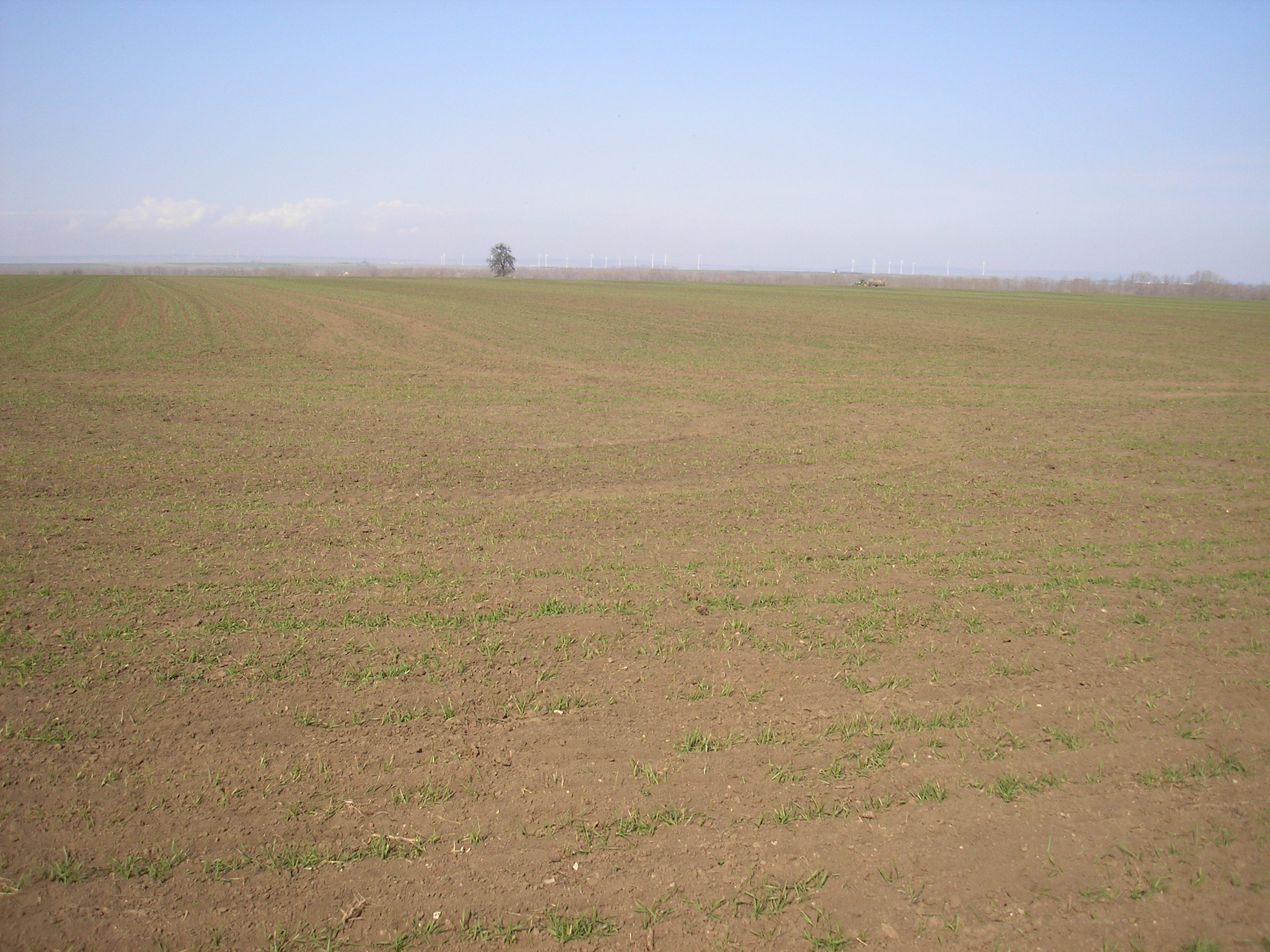
Felder zwischen Gebesee und Herbsleben

Der Kern des Thüringer Beckens ist die flache Landschaft rechts und links der Unstrut, die von den folgenden Höhenzügen umgrenzt wird:
- Hainich im Westen
- Oberes Eichsfeld im nördlichen Westen
- Dün im Nordwesten
- Hainleite im Norden
- Schmücke im Nordosten
- Finne im Osten
- Ilm-Saale-Platte nebst Steigerwald im Südosten
- Ohrdrufer Platte nebst Reinsbergen im Süden
- Höhenzüge der Eichenberg–Gotha–Saalfelder Störungszone mit Drei Gleichen, Seebergen und Krahnberg im Südwesten.

Unterbrochen wird der, vom Südwesten abgesehen, fast durchgängige Saum nur von wenigen nennenswerten Tälern, deren wichtigste die folgenden sind (im Uhrzeigersinn, beginnend im Westen):
- Unstrut-Eintritt bei Dachrieden (ca. 240 m)
- Helbe-Eintritt bei Wiedermuth (ca. 250 m)
- Wipper-Eintritt bei Günserode (ca. 150 m)
- Unstrut-Austritt (Thüringer Pforte) zwischen Sachsenburg und Oldisleben (ca. 125 m)
- Hirschbach-Eintritt bei Burgwenden (ca. 230 m)
- Lossa-Eintritt bei Rastenberg (ca. 200 m)
- Ilm-Austritt bei Bad Sulza (ca. 115 m – nahe der Mündung in die Saale)
- Ilm-Eintritt bei Weimar (ca. 200 m)
- Gera-Eintritt bei Arnstadt (ca. 280 m)
- Wilde-Weiße-Eintritt im Westen Arnstadts (ca. 280 m)
- Apfelstädt-Eintritt südlich Seebergens (ca. 280 m)
- Wilder Graben-Eintritt bei Gotha (ca. 280 m)
- Nesse-Austritt bei Wangenheim (ca. 255 m)

Speziell die letztgenannten Talungen von Apfelstädt, Wildem Graben und Nesse entlang der Eichenberg-Gotha-Saalfelder Störungszone sind nicht sehr ausgeprägt. Die sich südwestlich anschließende, fast komplett zur Werra entwässernde Keuperlandschaft des (inneren) Westthüringer Berg- und Hügellandes setzt den Landschaftscharakter des Thüringer Beckens bei insgesamt etwas höherer Lage und rauerem Klima nach Südwesten fort.
Im Kernbecken selber wird durch die inneren Muschelkalk-Höhenzüge Fahnersche Höhe und Ettersberg ein kleineres, südliches Teilbecken zwischen Arnstadt im Süden, Erfurt im Norden und Weimar im äußersten Nordosten abgetrennt.
Im Südosten des größeren, nördlichen Teilbeckens ist die Grenze des Beckens zur nach Nordosten auslaufenden Ilm-Saale-Platte bei Apolda topografisch unscharf.

### Naturräumliche Gliederung
Mit Thüringer Becken wird im Handbuch der naturräumlichen Gliederung Deutschlands die 2528 km² große naturräumliche Haupteinheit 482 der Haupteinheitengruppe 47/48 Thüringer Becken (mit Randplatten) bezeichnet. Sie enthält das Kernbecken inklusive der inneren Muschelkalk-Anhöhen Ettersberg, Fahner Höhe und Heilinger Höhen, jedoch ohne die rund 200 km² einnehmende Gera-Unstrut-Niederung, welche zusammen mit der Helme-Unstrut-Niederung jenseits der Thüringer Pforte eine eigene Haupteinheit bildet.
Die sich südwestlich jenseits der Eichenberg–Gotha–Saalfelder Störungszone anschließende Beckenlandschaft bildet das Kerngebiet der benachbarten Haupteinheit Westthüringer Berg- und Hügelland.

#### Innerthüringer Ackerhügelland
Die Thüringer Landesanstalt für Umwelt und Geologie (TLUG) verfügt unter Die Naturräume Thüringens über ein etwas gröberes, nur landesweit einteilendes naturräumliches System, welches mit Innerthüringer Ackerhügelland das Thüringer Becken im engeren Sinne mit dem sich südwestlich jenseits der Eichenberg–Gotha–Saalfelder Störungszone anschließenden Becken der Hörselgau–Großenlupnitzer Mulde, dem Kernbecken des Westthüringer Berg- und Hügellandes, zusammenfasst. Dieses umfasst 2958 km², zusammen mit den inselartigen Höhenzügen Fahner Höhe und Ettersberg sowie den ebenfalls gesondert ausgewiesenen Auen Gera-Unstrut-Niederung und Unstrutaue Mühlhausen–Bad Langensalza sogar 3226 km² und damit etwa ein Fünftel der Fläche Thüringens.
Die Höhenzüge Krahnberg, Seeberge, Drei Gleichen und Heilinger Höhen sind in jenem System nicht als Unternaturräume ausgewiesen, die Außengrenzen der Beckenlandschaft sind insgesamt etwas weiter gezogen als im Handbuch.

### Erhebungen
→ Hauptabschnitt zum äußeren Höhenprofil
Die Höhenlage des Thüringer (Kern-)Beckens nimmt von Süden und Westen her nach Osten hin ab.
Während die Randhöhenzüge zum Teil Mittelgebirgscharakter aufweisen, existieren im Inneren, von Ettersberg und Fahnerscher Höhe abgesehen, keine wirklich nennenswerten Erhebungen.
Nachfolgend die Haupt-Randplatten, die südwestlichen Randhöhen sowie innere Erhebungen des Kernbeckens je voneinander getrennt und intern der Höhe über NHN nach geordnet aufgeführt:
- Randplatten
  - Ohrdrufer Platte: 605 Meter (Reinsberge)
  - Dün: 522 Meter
  - Oberes Eichsfeld: 517 Meter am unmittelbaren Beckenrand, an der Gobert bis 569 Meter
  - Ilm-Saale-Platte: 513 Meter in Beckenrandnähe (Riechheimer Berg), am Singener Berg bis 583 Meter
  - Hainich: 494 Meter
  - Hainleite: 463 Meter
  - Hohe Schrecke-Schmücke-Finne: 380 Meter
- Südwestbegrenzung entlang der Eichenberg–Gotha–Saalfelder Störungszone im Osten des Westthüringer Berg- und Hügellandes
  - Krahnberg: 431 Meter
  - Drei Gleichen (südöstlicher Teilhöhenzug): 421 Meter (Wachsenburg)
  - Seeberge: 409 Meter
  - Drei Gleichen (nordwestlicher Teilhöhenzug): 399 Meter
  - Lohberg (Westrand Talsperre Tüngeda/Wangenheim): 333 Meter
- Innere Erhebungen
  - Ettersberg: 478 Meter
  - Fahner Höhe: 413 Meter
  - Heilinger Höhen: 368 Meter
  - Große Harth: 367 Meter
  - Zettelberg: 304 Meter (westlich Rehestädts, nahe Drei Gleichen)
  - Buttelstedt-Sattel: 281 Meter (südlich Oberreißens)
  - Wartberghügel: 278 Meter (nordöstlich Nägelstedts)
  - Kölledaer Sattel: 265 Meter (südlich Ostramondras)
  - Sprötauer Sattel: 254 Meter (Großer Warthügel nordwestlich Vippachedelhausens)
  - Vargulaer Hügel: 252 Meter (südöstlich Großvargulas)

### Gewässer
Der bedeutendste Fluss im Thüringer Becken ist die Unstrut, die fast das gesamte Becken entwässert. Lediglich die Nesse im Südwesten fließt zur Weser und der Emsenbach im Südosten über die Ilm in die Saale.
Bedeutende Nebenflüsse der Unstrut im Becken sind (von der Quelle abwärts):
- Notter, von links bei Bollstedt
- Gera, von rechts bei Gebesee
  - Wipfra, von rechts bei Eischleben
  - Apfelstädt, von links bei Molsdorf
- Gramme, von rechts bei Wundersleben
- Lossa, von rechts bei Leubingen
  - Scherkonde, von links bei Frohndorf
- Helbe, von links bei Riethgen
- Wipper, von links bei Sachsenburg

Zur Brauchwassergewinnung für die Landwirtschaft bei häufiger vorkommenden Trockenperioden im Sommer wurden im Thüringer Becken zahlreiche kleine Talsperren angelegt, während es praktisch keine größeren natürlichen Seen gibt. Das Hochwasserrückhaltebecken Straußfurt mit einer maximalen Wasserfläche von 9 km² ist ein großes Becken zum Schutz vor Hochwasser an der Unstrut.

## Geologie
→ zum Hauptartikel
Die Ränder des Thüringer Beckens werden von Muschelkalkhöhenzügen (u. a. Hainich, Oberes Eichsfeld, Dün, Hainleite, Schmücke, Randgrat der Finne, Reinsberge) gebildet. Das Thüringer Becken gehört erdgeschichtlich zur Trias-Zeit, in der sich horizontale Deckschichten aus Buntsandstein, Muschelkalk und Keuper ablagerten. Darunter liegen Salz- und Gipsablagerungen des Zechstein. Im Tertiär wurden in Bruchzonen die umliegenden Höhenzüge emporgehoben, während das Thüringer Becken als tieferliegende Scholle entstand.

## Klima

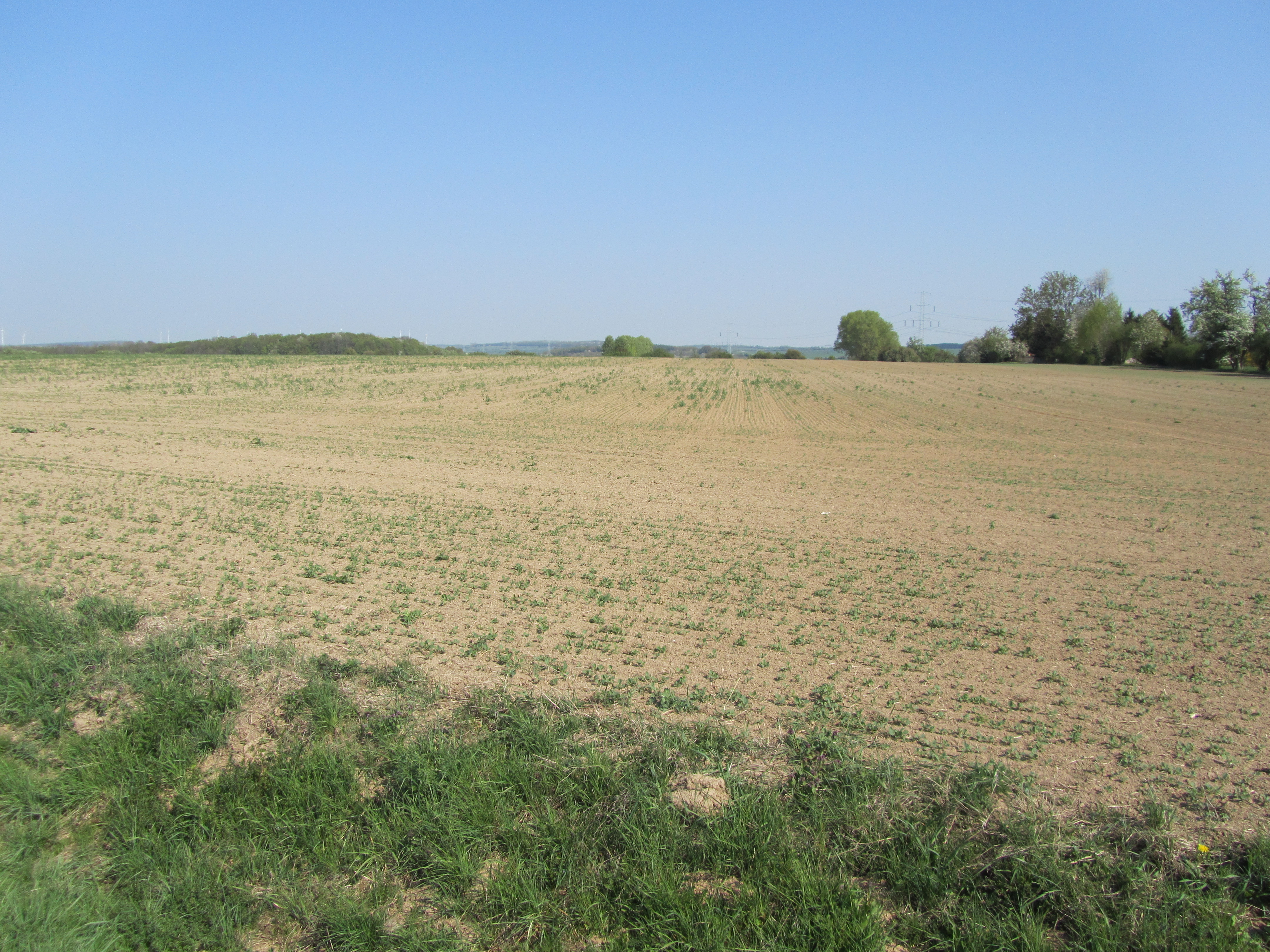
Dürres Feld mit verkümmerten Jungpflanzen bei Schernberg im April 2011, nachdem seit Februar weniger als die Hälfte des üblichen Niederschlags gefallen war

Das Thüringer Becken ist eine der trockensten Regionen Deutschlands mit Jahresniederschlägen von teilweise unter 500 mm. Den Naturraum repräsentieren zwei Wetterstationen, diese befinden sich in Artern nordöstlich der Kernzone und in Bindersleben (auf der Alacher Höhe). Während die Arterner Station auf nur 164 Metern Höhe liegt, befindet sich die Binderslebener Station auf 316 m. Damit kann Artern als repräsentativ für die direkt an der Unstrut gelegenen tiefen Teile des Beckens gelten, während Bindersleben für die höheren Randbereiche repräsentativ ist. Der Niederschlag lag im langjährigen Mittel (1961–1990) bei 500 mm, die Durchschnittstemperatur bei 7,9 °C. In Artern waren es 457 mm und 8,5 °C. Prägend für das Klima ist die abgeschirmte Lage des Beckens nach Norden (Harz), Süden (Thüringer Wald) und Westen (Hessisches Bergland). Dies sorgt für insgesamt geringe Niederschläge und häufig lange Trockenperioden und ein verhältnismäßig windarmes, sonniges Klima. Das Thüringer Becken gilt als Becken mit milderem Klima als dem des Umlands. Das Diese Faktoren sorgen gemeinsam mit dem fruchtbaren Boden für gute Voraussetzungen für ertragsreiche Landwirtschaft. Das Klima ist auch Grund für den Weinbau an Saale und Unstrut. Allerdings ist die Gegend damit auch anfällig für Ernteausfälle durch Dürren. Während dies früher ein großes Problem war, werden heute weitgehend neue dürreresistente Sorten gepflanzt, die ein größeres Maß an Trockenheit vertragen.

## Humangeografie

### Kreise, Städte und Orte
Das Thüringer Becken nimmt fast die gesamten Landkreise Sömmerda und Unstrut-Hainich ein. Auch große Teile des Kyffhäuserkreises liegen im Becken. Dazu kommen Teile des Weimarer Landes (Nordwesten), des Ilm-Kreises (Norden) und des Landkreises Gotha (Norden).
Die größte Stadt im Thüringer Becken ist Erfurt mit über 200.000 Einwohnern. Sie liegt, wie die anderen großen Städte, am Rand des Beckens, während im Zentrum kleinere Städte dominieren. Zu den großen Städten am Rand zählen neben Weimar (65.000 Einwohner), Gotha (45.000 Einwohner) und Arnstadt (25.000 Einwohner) auch Mühlhausen (36.000 Einwohner) und Bad Langensalza (18.000 Einwohner). Einzige große Stadt im Zentrum ist Sömmerda (20.000 Einwohner). Darüber hinaus liegen einige kleine Städte im Becken: Ebeleben und Schlotheim im Nordwesten, Großenehrich, Clingen, Greußen und Weißensee in der Mitte, Gebesee und Bad Tennstedt im Süden, Kindelbrück und Kölleda im Nordosten sowie Rastenberg, Eckartsberga, Buttstädt, Buttelstedt und Neumark im Südosten. Neumark gehört mit etwa 480 Einwohnern zu den kleinsten Städten in Deutschland. Charakteristisch für die Städte sind ihr hohes Alter und ihre meist befestigten, durch sehr alte Bauwerke geprägten Stadtkerne. Dies trifft auf große Städte wie Erfurt und Mühlhausen gleichermaßen wie auf kleine Städte wie Weißensee oder Buttstädt zu.
Die Dörfer im Thüringer Becken sind im Vergleich zu anderen Gegenden relativ große Ansammlungen von Gehöften und Handwerkerhäusern. Außerhalb gelegene Einzelsiedlungen fehlen hier dagegen fast vollständig. Viele dieser Dörfer waren im Mittelalter auf unterschiedliche Art und Weise befestigt und entwickelten sich zu halbstädtischen Orten, beispielsweise Großengottern, Gräfentonna oder Herbsleben, wovon heute noch bedeutende Bauwerke wie Kirchen oder Wasserburgen zeugen. Viele Orte zeigen noch heute ein recht altertümliches Erscheinungsbild, da sich die Neubautätigkeit seit dem 19. Jahrhundert in Grenzen hielt.

### Siedlungsgeschichte
Aufgrund seiner günstigen Lebensbedingungen ist das Thüringer Becken seit langer Zeit menschlich besiedelt. So wurde am Fundplatz Bilzingsleben ein etwa 400.000 Jahre altes, menschliches Skelett gefunden, womit es zu den ältesten Nachweisen der Gattung Homo in Mitteleuropa zählt. Auch der Ehringsdorfer Urmensch weist mit etwa 120.000 Jahren ein hohes Alter auf.
Aus den Jahrhunderten um Christi Geburt stammen einige Siedlungs- und zahlreiche Gräberfunde. So liegen in Westgreußen Überreste einer germanischen Siedlung aus dem 2. Jahrhundert vor Christus. Bei Haarhausen wurde eine römische Töpferei aus dem 3. Jahrhundert nach Christus entdeckt, die Austauschprozesse zwischen dem römischen Germanien und dem Gebiet des Thüringer Beckens belegt. Friedhöfe und andere Funde aus dieser Zeit treten im Thüringer Becken in hoher Dichte auf und unterstreichen die Bedeutung als Siedlungsraum.
Nach den Verschiebungen der Völkerwanderungszeit und der Entstehung des Thüringerreichs begann wahrscheinlich die kontinuierliche Besiedlung mit ersten Ortsgründungen. Mit Einsetzen der Schriftlichkeit in der Region im 8./9. Jahrhundert waren bereits viele Dörfer existent, die nun erstmals vor allem in Klosterverzeichnissen systematisch niedergeschrieben wurden. Wichtigste Quellen dieser Zeit sind das Breviarium Sancti Lulli des Klosters Hersfeld, der Codex Eberhardi des Klosters Fulda oder das Hersfelder Zehntverzeichnis. Zu den ältesten schriftlich überlieferten Orten zählen Arnstadt, Mühlberg und Großmonra, die 704 in der Hedenschen Schenkungsurkunde genannt wurden. Erfurt erschien erstmals 742 im Zusammenhang mit der Bistumsgründung durch Bonifatius, wobei die Siedlung hier bereits als ein urbs paganorum rusticorum (seit alters her existierende heidnische Siedlung) erwähnt wird und somit schon vorher existiert haben muss.
Im 11./12. Jahrhundert entwickelten sich die ersten städtischen Siedlungen, zunächst noch ohne entsprechend kodifizierte Stadtrechte. In Erfurt sind jene seit etwa 1120 vorhanden. Auch die ehemalige Freie Reichsstadt Mühlhausen zählt zu den ältesten und bedeutendsten Städten des Thüringer Beckens. Eine weitere Gruppe wohlhabender Städte waren die Waidstädte, auf deren Märkten mit der kostbaren Färbepflanze Waid gehandelt wurde. Diese Pflanze wurde bis ins ausgehende Mittelalter im Thüringer Becken angebaut und exportiert. Insgesamt herrschte bereits seit langer Zeit eine relativ hohe Siedlungsdichte im Thüringer Becken vor.
Die Industrialisierung des 19. Jahrhunderts fand im Thüringer Becken nur in geringem Maße statt. Hemmend war neben dem Fehlen natürlicher Rohstoffe wie Kohle oder Erze auch die politische Zersplittertheit der Region, die entweder zu kleinen thüringischen Staaten gehörte oder ein peripherer Teil der preußischen Provinz Sachsen war. So konzentrierte sich die Wirtschaft weiterhin bei Ackerbau und Viehzucht und deren Folgeindustrien wie der Fleischverarbeitung, Alkoholerzeugung und Konservenherstellung. Ausnahmen hiervon waren lediglich die großen Städte im Süden des Beckens, Erfurt und Gotha, in denen sich auch einige Unternehmen der Großindustrie ansiedelten und Sömmerda, das im frühen 20. Jahrhundert einen Aufschwung durch die ansässige Rüstungsindustrie erlebte. An dieser Struktur änderte sich auch in der DDR-Zeit und nach der Wiedervereinigung wenig, von wirtschaftlichen Impulsen in der Region Erfurt einmal abgesehen. Durch die Industrialisierung der Landwirtschaft stiegen Ertrag und Qualität der Produkte im 20. Jahrhundert stark an, gleichzeitig wurden nicht mehr benötigte Arbeitskräfte frei, und Abwanderung in die Städte und andere Regionen begann. Dadurch geht die Bevölkerung in den Dörfern und Kleinstädten dieses ländlichen Raumes seit Jahrzehnten langsam zurück.

### Verwaltungsgeschichte
Das Thüringer Becken zählte zum Kernland des Thüringer Reiches und später der Landgrafschaft Thüringen, die 1264 an die Wettiner fiel. Teile des Beckens entlang der Unstrut gehörten nach der Leipziger Teilung 1485 zu den albertinischen Gebieten und damit später zum Thüringer Kreis des Kurfürstentums Sachsen. Weitere Gebiete blieben ernestinisch oder waren kurmainzerischer und schwarzburger Besitz bzw. Teil der freien Reichsstadt Mühlhausen. Die albertinischen, kurmainzerischen und Mühlhäuser Territorien fielen bis spätestens 1815 an Preußen und verblieben bis 1945 in den preußischen Regierungsbezirken Erfurt und Merseburg (hier insbesondere Teile des Landkreises Eckartsberga/Kölleda). Nördliche und südliche Teile gehörten dagegen zu den Thüringischen Staaten. Nach 1945 wurde das gesamte Gebiet dem Land Thüringen zugeordnet, in der DDR 1952–1990 dem Bezirk Erfurt. Ab 1990 gehört die Landschaft mit kleinen Ausnahmen im Nordosten zum neugebildeten Freistaat Thüringen.